# Моника Суитхарт
Моника Суитхарт (на английски: Monica Sweetheart) е на чешка порнографска актриса и еротичен модел.
Родена е на 23 април 1981 г. в град Берун, Чехословакия, днешна Чехия.
Дебютира като актриса в порнографската индустрия през 1999 г., когато е на 18-годишна възраст.

## Награди и номинации
Носителка на награди
- 2001: Награда на Международния еротичен филмов фестивал в Барселона за най-добра поддържаща актриса – „Face Dance Obsession“.[4]

Номинации
- 2002: Номинация за AVN награда за най-добра нова звезда.[5]
- 2002: Номинация за CAVR награда за най-добра звезда.[6]
- 2002: Номинация за Ninfa награда на Международния еротичен филмов фестивал в Барселона за най-добра поддържаща актриса – „Живот на курва“.[7]
- 2003: Номинация за Ninfa награда на Международния еротичен филмов фестивал в Барселона за най-добра поддържаща актриса – „Парфюмът на желанието“.[8]
- 2004: Номинация за AVN награда за чуждестранна изпълнителка на годината.[9]
- 2004: Номинация за Европейска X награда на Брюкселския международен фестивал на еротиката за най-добра актриса на Чехия.[10]
- 2006: Номинация за F.A.M.E. награда за любима порноактриса.[11]
- 2007: Номинация за AVN награда за най-добра POV секс сцена – „Housewife 1 on 1 #3“ (с Кристиан ХХХ).[12]